# ماري ترمب
ماري ترمب (وُلدت في أيّار/مايو 1965)، هي عالمةُ نفسٍ أمريكية وسيّدة أعمال ومؤلفة، وهي ابنةُ أخ الرئيسِ الأمريكي دونالد ترمب. زادت شهرة ماري في تمّوز/يوليو من عام 2020 حينما نشرت كتابها كثيرٌ للغاية وليس كافيًا أبدًا (بالإنجليزية: Too Much and Never Enough) والذي تتحدثُ فيهِ عن عائلتها مع تركيزها على دونالد ترمب، وقد حقّق الكتاب نسب مبيعاتٍ كبيرةٍ حيثُ بِيعت أكثر من مليون نسخة في اليومِ الأول من إصداره.

## النشأة والتعليم
وُلدت ماري ترمب في أيّار/مايو عام 1965. والدها هو فريد ترمب الابن بينما والدتها هي ليندا لي كلاب التي كانت تعملُ مضيفة طيران. لدى ماري شقيقٌ واحدٌ يُدعى فريدريك ترمب الثالث. تُوفيّ والدها بنوبةٍ قلبية مرتبطةٍ بإدمان الكحول عندما كانت ماري تبلغ من العمرِ 16 عامًا.
تخرّجت ماري ترمب من مدرسة إثيل والكر (بالإنجليزية: Ethel Walker) في عام 1983، وتابعت دراساتها الجامعية في تخصّص الأدب الإنجليزي في جامعة تافتس. حصلت ماري على درجة الماجستير في الأدب الإنجليزي من جامعة كولومبيا، ثمّ حصلت على شهادة الدكتوراه في علم النفس السريري من جامعة أديلفي عام 2010.

## المسيرة المهنيّة
ساهمت ماري ترمب في تأليفِ كتاب «التشخيص: الفصام» (بالإنجليزية: Diagnosis: Schizophrenia) والذي نشرتهُ دار نشر جامعة كولومبيا في عام 2002. تلقّت ماري دوراتٍ تدريبيّة في علم النفس والصدمات النفسية وعلم النفس المَرضي. هي المؤسس والرئيس التنفيذي لمجموعة ترمب للتدريب (بالإنجليزية: The Trump Coaching Group) وهي شركة «تدريبٍ على الحياة»، كما امتلكت وأدارت عددًا من الشركاتِ الصغيرة في شمال شرق البلاد.

## النشاط السياسي

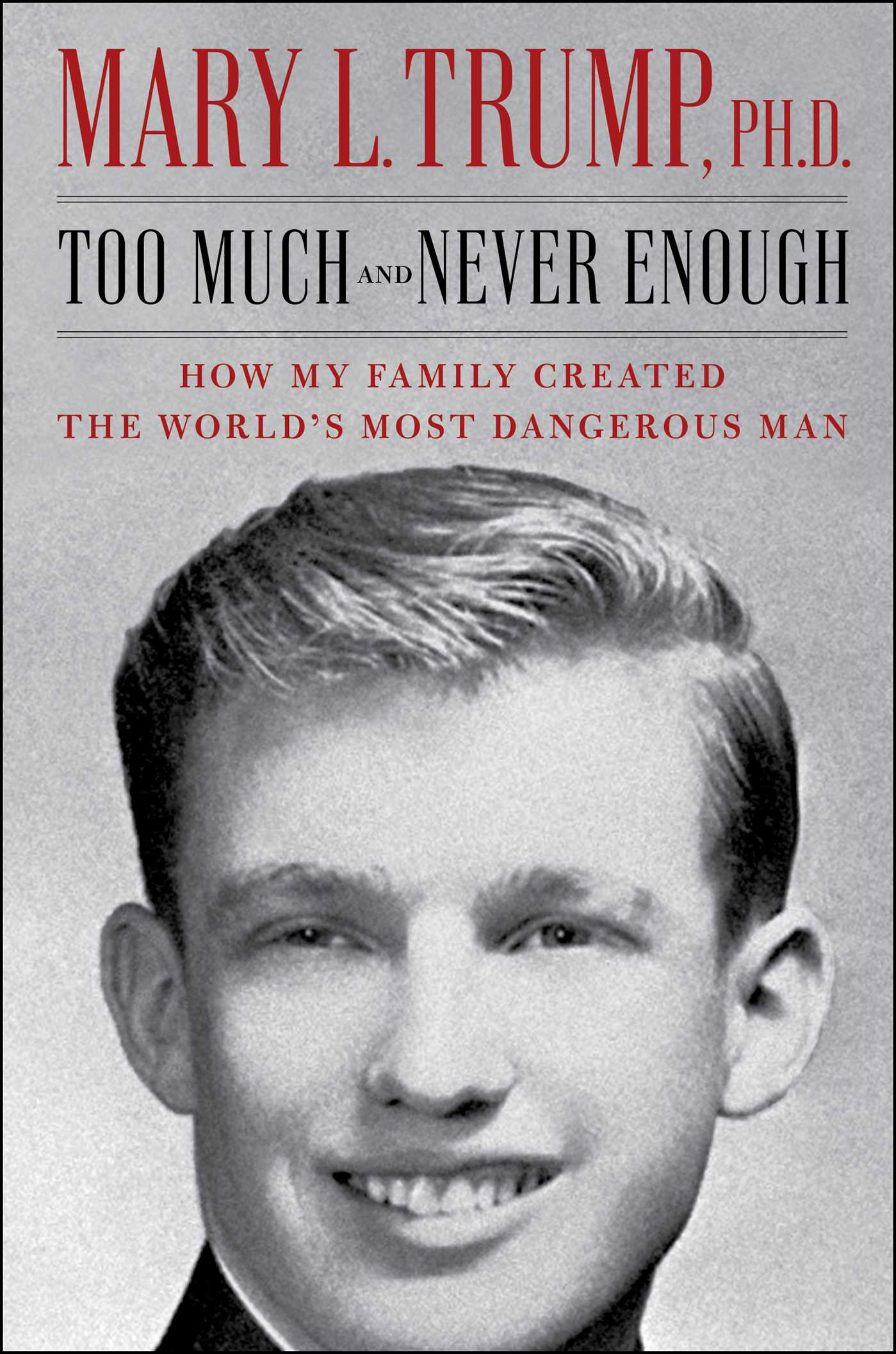
الغلاف الأمامي للطبعة الأولى من كتاب "الكثير جدًا ولا يكفي أبدًا".

دعمت ماري ترمب هيلاري كلينتون خلال الانتخابات الرئاسية لعام 2016.

### المشاكل العائلية
عندما تُوفيّ فريد ترمب الأب في عام 1999 من مرض آلزهايمر، اعترضت ماري وشقيقها فريد الثالث على وصيّة جدهما، والتي كانت تقضي بتوزيعِ فريد للجزء الأكبر من ممتلكاته في حصصٍ متساويةٍ لأولاده. لقد تركَ فريد لأحفاده 200،000 دولار، لكن وبما أن والد ماري ترمب قد تُوفيّ قبل والده (أي قبل جدّ ماري) فقد أوصى محامو فريد الأب بتعديل وصيّته ونصحوه بتركِ حصّة أكبر لكلٍ من ماري وشقيقها تعويضًا عن وفاة والدهما ولتحقيقِ نوعٍ من المساواة مع باقي الأحفاد الذين سيحصلون على حصصهم وسيتمتعون في نفس الوقتِ بحصص آبائهم الأحياء.
بعد وفاة فريد الأب بوقتٍ قصيرٍ، أنجبت زوجة أخ ماري ابنًا يُعاني من حالة صحية نادرة تتطلّب رعاية طبية باهظة الثمن مدى الحياة. أنشأَ فريد الأب مؤسسةً دفعت النفقات الطبية لعائلته، وبعد أن رفعت ماري وفريد الثالث دعوى ضد دونالد ترمب واثنين من أشقائه، أُبلغت ماري وفريد الثالث بأن المؤسسة الطبية لن تدفع بعد الآن نفقاتهم الطبية. أعادت ماري وشقيقها رفع دعوى قضائيّة في المحكمة في محاولةٍ لحلّ النزاع الذي حصل حول تقاسم ملكية فريد الأب حيثُ طالبت ماري وشقيقها بحصّة والدهم المُتوفَّى ما أجبر المؤسّسة الطبية التي أنشأها جد ماري على إعادة تغطية النفقات الطبية للأسرة.
حصلت ماري على جائزة بوليتزر لعام 2019 إلى جانبِ كل من ديفيد بارستو وسوزان كريج وروس بيتنر وذلك عن تحقيقاتهم الاستقصائيّة التي نشرتها صحيفة نيويورك تايمز والتي همَّت «الشؤون المالية لدونالد ترمب ومحاولة فضحِ تصريحاته عن الثروة الذاتية وكشّ إمبراطوريتهِ التجاريّة المليئة بالغموض مع المراوغات الضريبية». لقد كانت ماري مصدرًا رئيسيًا للمعلومات في هذا التحقيق الذي استغرق 18 شهرًا، وذلك بسببِ امتلاكها وثائق الضرائب الخاصة بدونالد أثناء عملية المُرافَعة القضائيّة حول ترِكة جدها.
عند الإعلان عن كتاب ماري الذي صدر بعنوانِ كثيرٌ للغاية وليس كافيُا أبدًا في حزيران/يونيو 2020، حاول عمها روبرت ترمب منعها من ذلك مُشيرًا إلى أنها وقّعت اتفاقية عدم إفصاح خلال الدعوى القضائية عام 1999. رفضت محكمة نيويورك تقديم أمر تقييدي مؤقّت ضد ماري فنُشر الكتاب في 14 تمّوز/يوليو 2020.

### كثير للغاية
كثيرٌ للغاية وليس كافيًا أبدًا: كيف أنشأت عائلتي أكثر الرجال خطورةً في العالم هو كتابٌ من تأليفِ ماري ترمب صدر في الرابع عشر من تمّوز/يوليو 2020 بواسطة سايمون وشوستر. يُوضّح الكتاب كيف كانت ماري «المصدر المجهول» — في وقتٍ ما — الذي كشف عن العائدات الضريبية لعائلة ترمب لصالحِ صحيفة نيويورك تايمز وهو التقرير على حصلَ على جائزة بوليتزر لعام 2019. خاضت ماري معركةً قانونيةً حول ما إذا كان يُمكن نشر الكتاب من عدمه حسبَ النظام القضائي المعمول بهِ في نيويورك، وقد سمح قاضي الاستئناف لدار نشر سيمون وشوستر بنشر الكتاب، الذي حقّق نسب مبيعاتٍ عاليةٍ حيثُ بيعت مليون نسخةٍ منه في اليوم الأول من إصداره.

## الحياة الشخصيّة
قرّرت ماري ترمب وهي شابة الزواج بامرأة ولم تُخبر جدتها ماري آن ماكلويد ترمب (والدة دونالد ترمب) بالأمر أبدًا. تزوّجت ماري في فترةٍ من الفترات لكنها تطلّقت فيما بعد وانتقلت للعيشِ في مدينة نيويورك مع ابنتها.

## روابط خارجية
- ماري ترمب على موقع IMDb (الإنجليزية)
- ماري ترمب على موقع IMDb (الإنجليزية)